# Планинец
 Тази статия е за селото в Ивайловградско.  За хижата на Витоша вижте Планинец (хижа).  
Планинец е село в Южна България. То се намира в община Ивайловград, област Хасково.